# Altmarkt-Galerie
Die Altmarkt-Galerie Dresden ist ein Einkaufszentrum an der Webergasse 1 in Dresden. Benannt ist es nach dem Dresdner Altmarkt, an dessen westlicher Längsseite es parallel hinter dem Gebäudekomplex Altmarkt 13–25 verläuft.

## Beschreibung
Auf einer Verkaufsfläche von 44.000 m² befinden sich 200 Geschäfte, außerdem umfasst das Gebäude Büros und ein Hotel. In dem Komplex sind insgesamt 2.000 Personen beschäftigt.
Vermarkter und Eigentümer ist die ECE Projektmanagement GmbH aus Hamburg, die auch in zahlreichen anderen Städten große innerstädtische Einkaufszentren geplant und errichtet hat.

## Lage
Die Altmarkt-Galerie Dresden befindet sich in der Inneren Altstadt, also direkt im Stadtzentrum Dresdens. Das Einkaufszentrum grenzt südöstlich an den Postplatz an und erstreckt sich über eine Fläche von etwa 2,5 Hektar zwischen dem Antonsplatz und der Wallstraße im Westen, dem Altmarkt und der Seestraße im Osten sowie dem Dippoldiswalder Platz und dem Dr.-Külz-Ring im Süden. Im Norden wird der Komplex von der Wilsdruffer Straße begrenzt. 
Die Altmarkt-Galerie Dresden befand sich ursprünglich im „Hinterhof“ der umgebenden Wohn- und Geschäftsgebäude. Der direkte Durchstoß zur Wilsdruffer Straße wurde erst im Zuge der Erweiterungsarbeiten eingerichtet. Die Tuchmachergasse führt teilweise als Fußgängerbereich durch das Einkaufszentrum. Direkt am Einkaufszentrum liegen zudem die Straßen Scheffelgasse, Zahnsgasse, Webergasse und der Herbert-Wehner-Platz.

## Geschichte

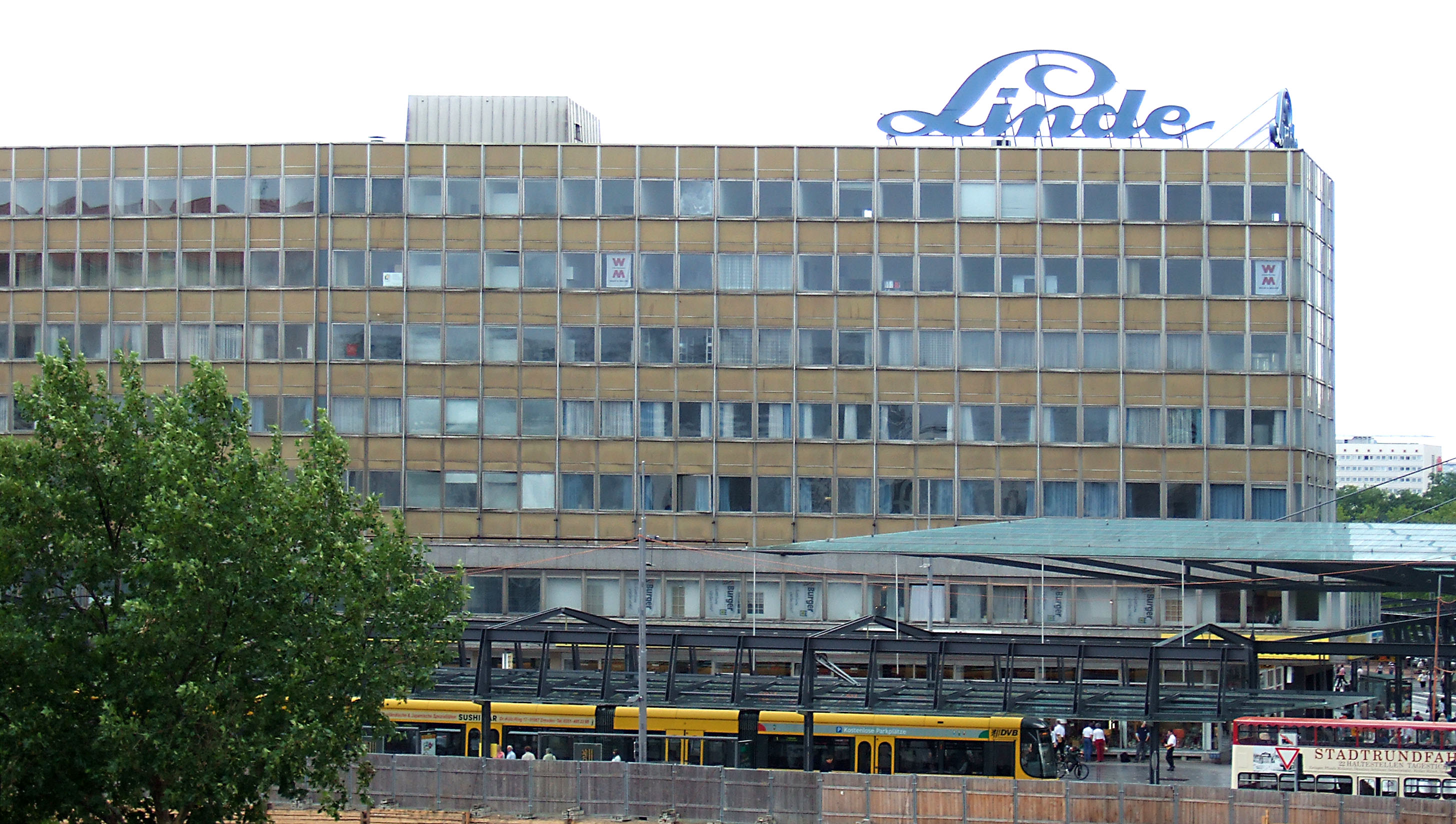
Das „Lindehaus“ wurde für die Erweiterung abgerissen

Bereits 1993 erhielt das „städtebauliche Konzept für die Neuinterpretation der historischen Straßenzüge Weber-, Zahns- und Scheffelgasse“ den ersten Preis. Am 19. Oktober 2004 zeichnete das Sächsische Staatsministerium für Umwelt und Landwirtschaft im Wettbewerb „Gärten in der Stadt 2002–2004“ das im September 2002 fertiggestellte und am 18. September 2002 eröffnete Einkaufszentrum mit dem ersten Preis aus.

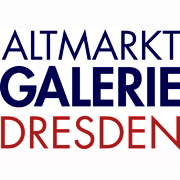
Logo Altmarkt-Galerie Dresden

Als Vorarbeiten für die Erweiterung wurde Anfang des Jahres 2009 mit dem Abriss des „Lindehauses“ begonnen. Anstelle des Gebäudes wurde die neue nördliche Ladenpassage errichtet, die in den Obergeschossen zusätzlich über 2.900 Quadratmeter Bürofläche und 5.300 Quadratmeter Hotelfläche verfügt. Das Hotel, das von der Etap-Kette betrieben wird, wurde mit etwa 200 Zimmern geplant. Das unter Denkmalschutz stehende Centrum Warenhaus an der Wilsdruffer Straße/Ecke Altmarkt wurde nur hinsichtlich seines Kopfbaus saniert und in das Einkaufszentrum eingebunden; der größte Teil wurde abgebrochen.
Die erweiterte Altmarkt-Galerie Dresden wurde am 31. März 2011 eingeweiht. Für den Bau wurde seitens des Eigentümers etwa 165 Millionen Euro ausgegeben. Zu den 26.000 Quadratmetern Verkaufsfläche kamen 18.000 Quadratmeter hinzu. Die Anzahl der Läden stieg um 96 auf etwa 200, dadurch wurden etwa 800 neue Arbeitsplätze geschaffen. Somit besitzt die Galerie eine Nutzfläche von etwa 44.000 Quadratmetern.
Die Erweiterung schuf Platz für Anbieter neuer Marken, die es bis zu dem Zeitpunkt in Ostdeutschland (außer Berlin) nicht gab, z. B. einen Apple-Store, Hollister und O’Neill. Einige schon vor der Erweiterung in der Altmarkt-Galerie vertretene Mieter, wie Saturn, vergrößerten ihre Verkaufsfläche. Ankermieter sind neben Saturn Rewe, Sinn, SportScheck und H&M.

## Gebäude

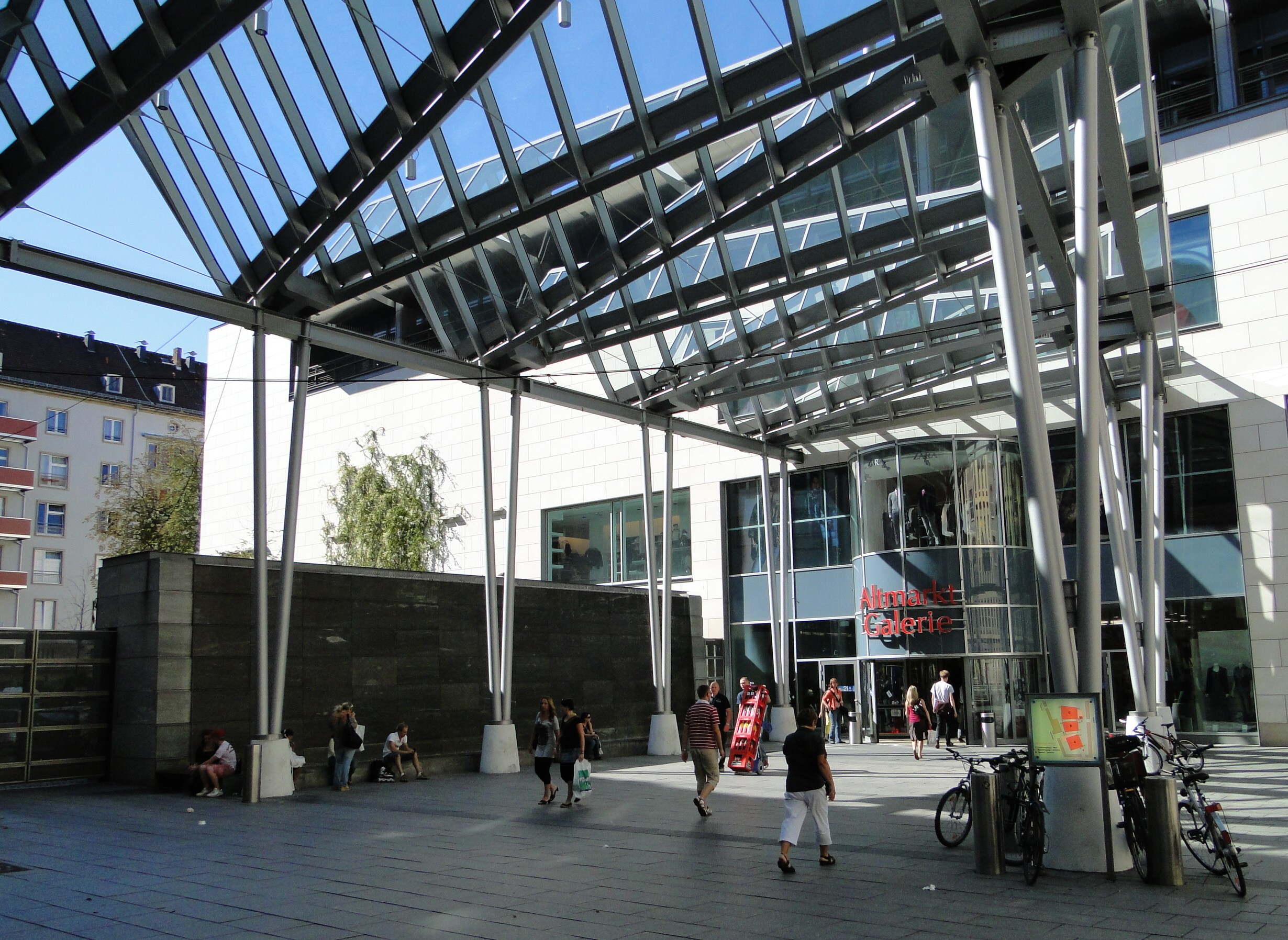
Eingang zur Altmarkt-Galerie am Dr.-Külz-Ring

Der Gebäudekomplex, bestehend aus ursprünglich drei, heute fünf mit Kalkstein verkleideten Blöcken, wurde nach Entwürfen von Manfred Schomers und Rainer Schürmann errichtet. Drei gläserne Passagen trennen die Blöcke voneinander ab und stellen Ein- und Ausgänge her. Die Altmarkt-Galerie verfügt über drei Verkaufsgeschosse, ein Ober-, Erd- und Untergeschoss. Diese sind über fünf Rotunden miteinander verbunden. Diese werden im Wesentlichen durch einen zentralen Gang verbunden.
Bis zur Fertigstellung der Erweiterung verlief der einzige Gang in Nord-Süd-Richtung. Nach der Vergrößerung setzt im nördlichen Gebäudeteil nun ein in Ost-West-Richtung verlaufender zweiter Gang an. Vorher war die Passage im nördlichen Bereich eine „Sackgasse“, da kein Durchgang zur Wilsdruffer Straße bestand.
Eingänge zur Altmarkt-Galerie bestehen am Dr.-Külz-Ring, an der Zahnsgasse/Herbert-Wehner-Platz, an der Webergasse, an der Wilsdruffer Straße/Altmarkt (im ehemaligen intecta-Warenhaus) und an der Tuchmachergasse sowie am Postplatz.